# Улица Добролюбова (Екатеринбург)
У́лица Добролю́бова — одна из старейших улиц Екатеринбурга, расположенная на правом берегу реки Исети в жилом районе «Центральный» Ленинского административного района города. Улица Добролюбова появилась практически одновременно с основанием города Екатеринбурга, став одной из первых улиц Купецкой слободы — формирующегося на тот момент городского посада за южной стеной деревянной Екатеринбургской крепости. До осени 1919 года улица поочерёдно сменила ряд названий: Авра́мова, Сапо́жникова, Ма́рковская, 3-я Укту́сская, Отряси́хинская, Зыря́новская, Го́спитальная.
Современная улица Добролюбова является тихой небольшой центральной улицей города, без интенсивного автомобильного и пешеходного движения. На ней расположен ряд памятников историко-культурного наследия города, административные учреждения, офисы, одна из выставочных площадок Свердловского областного краеведческого музея. В 2010 году на улице было завершено строительство резиденции Полномочного представителя Президента РФ в Уральском федеральном округе.

## Расположение и благоустройство
Вид с высоты на полпредство, набережную Исети и улицу Добролюбова
Улица Добролюбова проходит с севера на юг между излучиной реки Исеть с востока и улицей Чернышевского с запада, начинается от улицы Малышева и заканчивается у улицы Радищева. С другими улицами улица Добролюбова не пересекается, примыкания других улиц также отсутствуют.
Протяжённость улицы составляет около 370 м. Ширина проезжей части — около семи метров (по одной полосе в каждую сторону движения). Светофоров и нерегулируемых пешеходных переходов на протяжении улицы не имеется. С обеих сторон улица оборудована тротуарами и круглосуточным уличным освещением; чётная сторона озеленена деревьями различных пород, небольшие посадки встречаются и на нечётной стороне улицы. Перед домом № 11 (Полпредство УРФО) предусмотрена небольшая наземная парковка. Нумерация домов ведётся со стороны улицы Малышева.

## Происхождение и история названий
По данным историка Н. С. Корепанова, изначально улица Добролюбова носила название Аврамова или Абрамова — от фамилии поселившегося здесь обер-гитенфервалтера Фёдора Аврамова, затем его сменило название Сапожникова, происходящее от фамилии поселившегося здесь купца В. И. Сапожникова. В конце 1750-х годов улица стала именоваться как Марковская — по имени сына купца Сапожникова, Марка Сапожникова.
В 1760-х годах улица была уже известна как 3-я Уктусская. На плане Екатеринбурга 1810 года, первом плане на котором зафиксированы первые официальные названия улиц города, улица была обозначена как Зыряновская — по фамилии купца и первого городского головы Екатеринбурга Петра Даниловича Зырянова, имевшего на ней собственный дом. В обиходе жителей ходило ещё одно её название — Отрясихинская, связанное с названием кабака «Отряси-Нога» или «Отрясиха», находившегося с 1730-х годов вплоть до XIX века в южном конце этой улицы, на углу с современной улицей Радищева. Генеральный план Екатеринбурга 1845 года закрепил за улицей новое название — Госпитальная, такое название улице присвоили в связи с тем, что её начало шло от здания заводского госпиталя, выстроенного в 1750-х годах.
6 ноября 1919 года, на инициированной Екатеринбургским Советом волне массовых переименований улиц города, Госпитальная улица была переименована в честь литературного критика, публициста и революционер-демократа Николая Александровича Добролюбова (1836—1861).

## История

### XVIII век
Улица появилась в 1730-х годах одновременно с Купецкой слободой, возникшей за южной стеной Екатеринбургской крепости. Трассировка улицы впервые обозначена на городском плане 1737 года. Первыми поселенцами улицы стали купцы, преимущественно старообрядцы, купцы составляли наиболее многочисленную группу жителей и значительно позднее. В конце XVIII века на улице была возведена старообрядческая Успенская часовня (на месте усадьбы № 12). Часовня представляла собой однопрестольный, деревянный, оштукатуренный храм на каменном фундаменте и с железной крышей, выкрашенной малахитовой краской. В 1930-х годах храм снесли, а на его месте устроили гараж облисполкома.
Возле конца улицы Добролюбова и перпендикулярно ей, вдоль будущей улицы Радищева, протекал ручей Ключик, позднее он стал чаще называться жителями слободы речкой Околенкой, Акулинкой, Окулинкой. Речка впадала в Исеть, переправиться на другой берег Окулинки жители улицы Добролюбова могли при помощи моста, расположенного по линии улицы (мост показан на городских планах 1737, 1743, 1785 и 1810 годов). Со временем речка Окулинка стала мешать организации новых усадебных участков и упорядочению застройки, размещавшейся по переулкам и проулкам вдоль её русла; с речкой стали бороться: её отводили, пуская по вновь появляющимся улицам, засыпали, забирали в дренажные канавы, засыпали озеро-болото, где она начиналась, но грунтовые воды продолжали её подпитывать. На протяжении XIX века протяжённость открытого русла речки постепенно сокращалась. К 1920-м годам речка была полностью взята в трубу.

- Улица на планах Екатеринбурга XVIII века
- План Екатеринбурга 1737 года, выполненный М. Нонетраубергом. Пунктирной красной линией обозначена улица Добролюбова.
- План Екатеринбурга 1743 года. Вторая уличная линия (от реки) в юго-западной части плана — современная улица Добролюбова.

### XIX век
Согласно результатам городской переписи 1887 года, на Госпитальной улице находилось 18 усадеб, из их числа одна дворянская, остальные принадлежали представителям купеческого и мещанского сословий. Каменных особняков на улице имелось пять: один трёхэтажный (усадьба № 5), принадлежавший мещанину П. Г. Шмелёву, четыре двухэтажных (усадьбы № 4, 8, 9, 14) и один одноэтажный (усадьба № 10). Двухэтажные полукаменные дома — с первый каменным и вторым деревянным этажом — стояли на пяти усадьбах (№ 6, 7, 12, 13-15, 17), остальные дома были деревянными, одно-двухэтажными. На подавляющем числе домовладений имелись разнообразные службы, а также флигеля. На 12 усадьбах были построены бани.
Одним из самых известных жителей улицы считался дворянин и действительный статский советник Альфонс Фомич Поклевский-Козелл, владевший несколькими винокуренными, пивоваренными и стекольными заводами и поэтому называемый «водочным королём». Усадьба А. Ф. Поклевского-Козелла, находившаяся по адресу Госпитальная, 2, была одной из пятью усадеб заводчика в городе и одной из трёх, расположенных в кварталах Покровский проспект — Дубровинская — Госпитальная. Главный особняк усадьбы — двухэтажный каменный дом с мезонином — выходил парадным фасадом на Покровский проспект. В главном особняке имелся оптовый склад вина, действовал ренсковый погреб и две лавки, в одной из которых хозяева торговали листовым стеклом собственного производства. Рядом с особняком во флигеле располагался водочный завод. Поклевскому-Козеллу и его сыновьям в Екатеринбурге принадлежала сеть трактиров, пивных лавок и ренсковых погребов.
Купечество в 1887 году было представлено несколькими усадьбами. В усадьбе № 8 проживал купец С. П. Широков, торговавший кожевенными изделиями, в усадьбе № 9 — наследники купчихи Е. С. Бородиной, в усадьбе № 17 — наследники купца М. В. Бородина. Из мещан, проживавших на Госпитальной улице, торговлей занимались: Ульяна Петелина (усадьба № 14), торговавшая на Главной торговой площади бакалеей, К. И. Силантьев (№ 7), торговавший кожевенным товаром. Семья Суставовых (№ 21) владела одноэтажным деревянным домом, стоявшим в конце улицы, у Хлебной площади; в доме имелась хлебная лавка. Эта же семья держала постоялый двор.
В последнем доме по чётной стороне улицы (№ 20) жил маляр И. И. Шамшурин. Его дом, как считалось, был построен ещё в XVIII веке, по другим данным — в первой половине XIX века. Дом был снесён в 1930-х годах.
В самом начале Госпитальной улицы, напротив особняка Поклевских-Козелл, была расположена усадьба Логина Никитича Плешкова, брата известного екатеринбургского антиквара Д. Н. Плешкова. В этом деревянном одноэтажном доме и каменном двухэтажном флигеле работал часовой мастер Б. Берх и находилась лавка пивного заводчика К. Я. Гребенькова.

### От XX века до современности
В начале XX века состав домовладельцев Госпитальной улицы претерпел небольшие изменения. Купец С. П. Широков увеличил свои владения покупкой соседней усадьбы № 6 на которой открыл производство «механических гильз без клея». Продали свои дома Клавдия Ланггауз (№ 3 и № 10) и П. Г. Шмелёв (№ 5). Купец Г. А. Логинов, купивший у Шмелёва в 1898 году каменный трёхэтажный дом, открыл здесь к 1900 году собственный мебельно-посудный магазин. К 1910 году усадьбу № 5 приобрёл С. Г. Пильщиков, имевший у Каменного моста на Покровском проспекте магазин скобяных изделий. К 1913 году С. Г. Пильщиковым была куплена и соседняя усадьба № 3 с одноэтажным деревянным домом, украшенным великолепной резьбой.
В 1901 году в самом конце улицы было построено кирпичное здание земской школы, в которой впоследствии работали общеобразовательные курсы для взрослых. Здесь же находилось здание школы № 10 (бывшая начальная школа, в 1920-е годы — школа им. Н. А. Некрасова, «Некрасовская», «Некрасовка»).
Была ли улица Добролюбова замощена в период после 1884 года, как ряд центральных улиц дореволюционного Екатеринбурга, данных не имеется, известно только, что в 1889 году она подлежала замощению на всей своей тогдашней протяжённости (170 сажень).
В советское время улица была полностью заасфальтирована и освещена. Заметных изменений в этот период архитектура улицы не претерпела, в начале улицы возникли лишь несколько строений административного назначения — сейчас в них размещаются некоторые отделы администрации Ленинского района города.
Ещё в начале 1990-х годов улица Добролюбова продолжала быть уютной центральной улочкой с особняками, почти каждый из которых являлся памятником архитектуры или истории, но в 2000-е годы, когда город превратился в крупный торгово-деловой центр, улица стала меняться. Став престижным районом старого Екатеринбурга, она испытала негативное влияние: здесь стало выгодно строить магазины и офисы. Постепенно новые постройки уничтожают старую застройку улицы: построены новый магазин «Стрелец» в виде зеркального куба (№ 1), трёхэтажный офис на месте «усадьбы Ощепкова» (№ 3), в 2002—2010 годах на улице на месте старинных купеческих особняков было выстроено здание Резиденции Полномочного представительства президента Российской Федерации в Уральского федеральном округе (№ 11). В конце улицы по чётной стороне в 2007 году было построено восьмиэтажное офисное здание (№ 16) с пятиэтажным пристроем-паркингом (№ 12).
|  |
|  |

## Примечательные здания и сооружения

### По нечётной стороне

#### Усадьба Е. С. Бородиной (№ 9/9а)[сн 1]
Каменные жилой дом и флигель усадьбы Е. С. Бородиной впервые отмечены на квартальном плане Госпитальной улицы середины XIX века. В 1878 году по прошению купца М. В. Бородина, владевшего усадьбой, дом был перестроен по проекту, составленному городским архитектором М. Л. Реутовым. В 1995 году у главного дома появились два входных пристроя, одновременно были восстановлены два камина, балкон, произведена внутренняя перепланировка на обоих этажах здания. В усадебном флигеле была сделана внутренняя перепланировка, часть окон зашита, убраны старые входные пристрои и сделаны новые. Все деревянные постройки ликвидированы.

Каменный двухэтажный жилой дом с мезонином находится в юго-западной части усадебного участка. Дом, компактный по объёму и прямоугольный в плане, и тамбур с западным главным фасадом обращены на улицу. Композиция фасада симметрична, имеет нечётное число окон; в композиции фасада выделена его центральная часть с мезонином и слабо выступающим ризалитом. Центральная часть оформлена с использованием схемы портика с шестью плоскими пилястрами. Линия карниза треугольного фронтона мезонина выполнена разорванной. В тимпан фронтона вписано небольшое окно, которое украшено лепным «барочным» наличником. Фасад на уровне первого этажа отделан штукатуркой с расшивкой «под руст». Окна выделены рамочными наличниками. Под окнами второго этажа находятся филёнки.
Углы фасада жилого дома акцентированы лопатками. Восточный дворовый фасад с тремя окнами в мезонине также увенчан треугольным фронтоном, в центральной части этого фасада расположены два балкона. Цокольная часть и этажи разделяются тягами. Окна первого этажа украшает лепнина в форме клинчатого камня, окна второго этажа имеют наличники с сандриками. Северный боковой фасад имеет два выступающих объёма — пристрой и тамбур, фасад на уровне первого этажа отделан штукатуркой «под руст», так же как и каменный тамбур с треугольным фронтоном. Окна второго этажа оформлены рамочными наличниками, наличники охватывают ещё и подоконные филёнки.
Входы в дом расположены со стороны северного дворового фасада, почти в центре плана первого этажа устроена винтовая лестница, ведущая в мезонин. На втором этаже выделяются парадные анфилады комнат, примыкающих к главному фасаду. Несколько отдельных помещений связаны коридорами. В трёх парадных комнатах второго этажа сохранился лепной декор потолков с крупными плафонами и растительно-архитектурным орнаментом. Парадная лестница ограждена балясинами, вход к лестнице в мезонин оформлен арочным проёмом.

Каменный двухэтажный флигель в современный период радикально перестроен и сохраняет своё значение лишь как элемент исторической пространственно-планировочной композиции усадьбы.

Каменные ворота с оградой находятся на западной внешней границе усадебного участка, в пространстве между жилым домом и флигелем. Их строительство производилось одновременно с основными строениями усадьбы в первой половине XIX века. Слева к воротам примыкают калитка, имеющая арочный проём, и глухая каменная стена, справа примыкают ограда и проём, проделанный значительно позднее времени постройки усадьбы. Устои усадебных ворот венчают высокие столбики с навершиями. Оформление ограды, устоев и столбиков выполнено с помощью филёнчатых рельефов.
- Западный фасад, вид с северо-запада
- Западный фасад, вид с юго-запада
- Вид с улицы Добролюбова
- Флигель
- Ворота и ограда

#### Резиденция Полномочного представителя Президента РФ в УРФО (№ 11)
В 2002 году на нечётной стороне улицы Добролюбова по инициативе П. М. Латышева было начато проектирование и строительство Резиденции Полномочного представителя Президента РФ в Уральском федеральном округе. Резиденция состоит из главного особняка, парка и спуска к реке Исеть. Огромный трёхэтажный особняк площадью 12 000 м² (полезная — 7000 м²) в классическом стиле строился восемь лет и был сдан в июле 2010 года. Здание стало первой в России резиденцией, построенной для аппарата полпреда. В ходе проверки Счётной палаты выяснилось, что окончательная стоимость строительства резиденции составила 1,99 млрд рублей, в два раза больше первоначальной сметы, составленной в 2003 году.
В правом крыле здания, на третьем этаже находится «блок полпреда», рабочий кабинет, один из залов для совещаний (всего их в резиденции шесть). В левом крыле — кабинеты советников и ближайших соратников. Из-за своей роскоши резиденция получила в народе прозвище «Букингемский дворец».
При строительстве резиденции были уничтожены фундаменты исторических зданий XVIII века. При этом, по сообщению заместителя начальника археологического отдела Научно-практического центра по охране памятников культуры Сергея Погорелова, археологам удалось исследовать лишь небольшую часть Купеческой слободы Екатеринбурга, на месте которой была построена резиденция полпреда. В ходе археологических раскопок были обнаружены три двора XVIII века с остатками фундаментов и стен со слюдяными оконцами. Находки были настолько ценными (архивных источников по этому периоду в Екатеринбурге не сохранилось), что учёными было предложено создать на этом месте музей под открытым небом. Но в итоге, удалось лишь сделать фиксацию находок, после чего они были разрушены, а строительство продолжено.
- Восточный фасад, вид со смотровой Высоцкого
- Западный фасад вечером
- Вход с улицы Добролюбова
- Вид на здание и набережную Исети
- Вид с высоты

#### Здание земской школы, где в 20-е годы выступал А. В. Луначарский (№ 19а)
Каменное двухэтажное здание земской школы, главным западным фасадом обращённое на улицу Радищева, построено по проекту городского архитектора И. К. Янковского в 1911—1915 годах. Проект входил в серию градостроительных проектов по застройке школьными зданиями торговых площадей Екатеринбурга — Хлебной, Щепной и Сенной.
В объёме здания присутствуют ризалиты: центральный — на главном фасаде и боковые — на восточном дворовом. Западный фасад симметричен, центральное положение в нём занимает крупный ризалит; этот ризалит расчленён лопатками и увенчан пологим аттиком. При обустройстве фасадного убранство использован лекальный кирпич. Декор акцентирует окна второго этажа, украшенные треугольными фронтонами с рельефной кладкой, междуэтажный пояс с сухариками, фриз с орнаментом из поребриков, угловые лопатки ризалита, оформленные рельефом геометрического рисунка и ширинками, а также аттик.

Северный фасад здания, обращённый на улицу Добролюбова, частично глухой. В нём располагаются входы в здание: первый ведёт в вестибюль, второй вход ведёт в тамбур с лестницей на второй этаж. При помощи декора оформлены окна второго этажа, рисунок декора повторяет фигурную кладку боковых окон главного фасада и междуэтажный пояс. Южный боковой фасад также глухой, кроме входа и трёх окон второго этажа. В планах обоих этажей заметно выделены большие рекреационные залы, по сторонам которых расположены классы и служебные помещения.
- Южный (слева) и восточный фасады
- Западный фасад
- Вид из дендропарка
- Архитектурные элементы
- Архитектурные элементы

### По чётной стороне

#### Дом А. Ф. Поклевского-Козелл (Малышева, 46 / Добролюбова, 2)
Двухэтажный каменный дом А. Ф. Поклевского-Козелл является образцом крупного городского особняка последней четверти XIX века в смешанном стиле классицизма и эклектики. Автор проекта дома не известен, но, возможно, на начальном этапе его строительства в нём участвовал архитектор М. Л. Реутов, бывший в 1869—1884 годах городским архитектором Екатеринбурга.
Композиция дома исполнена в классицистической схеме объёма с центральным мезонином, при этом наличествуют укрупнённый масштаб и декор фасадов, что определяет архитектуру особняка как относящуюся к стилевым формам эклектики. Объёмную композицию дома с мезонином над центральной частью отличает простота и ясность. Вход в здание находится со стороны восточного фасада, выходящего на улицу Добролюбова и композиционно связанного с парадной лестницей, соединяющей первый и второй этажи здания. У входа в особняк есть широкое выступающее крыльцо, над которым на фигурных чугунных столбиках установлен двухскатный навес с фигурной решёткой каслинского литья. Северный главный фасад, выходящий на улицу Малышева, выделяется большой протяжённостью, симметричен, центральная ось фасада обозначена небольшим углублением средней части стены и подчёркнута мезонином с изменённой венчающей частью: вместо ступенчатого аттика с круглой лепной розеткой сооружён гладкий треугольный фронтон. Парапеты с круглыми лепными розетками, украшающими боковые выступающие части главного фасада, как бы закрепляют углы здания и подчёркивают симметрию бокового восточного фасада.
Декор фасадов в целом идентичен, его основной акцент направлен на горизонтальные членения: междуэтажные тяги и профилированный карниз. Декор первого этажа является имитацией каменной кладки с замковыми камнями над оконными проёмами, декор второго этажа образует рустованные лопатки. Окна первого этажа и мезонина оформлены простыми наличниками прямоугольной формы, наличники на втором этаже имеют сложный фигурный профиль. Декор южного фасада, выходящего во двор, прост по исполнению: поле стены раскреповано по горизонтали междуэтажными тягами.

Внутренняя планировка здания подчинена его объёмной структуре, два ряда помещений расположены по продольной оси, ранее помещения соединялись анфиладно. Комнаты в мезонине сгруппированы периметрально, с обоими этажами соединены лестницей. Интерьеры и внутренняя отделка претерпели изменения в связи с изменением функции здания: в нём сейчас располагается часть экспозиции Свердловского государственного областного историко-краеведческого музея. Сохранилась широкая парадная лестница с фигурными чугунными решётками, лепнина на потолках, подоконники из серого полированного мрамора, угловые печи и камины.

#### Дом жилой (№ 8)
Одноэтажный каменный жилой дом купца С. П. Широкова является примером ранней эклектики с использованием барочных мотивов, ориентировочно датируется третьей четвертью XIX века. Жилой дом поставлен по красной линии улицы и ориентирован в глубину усадебного участка. Имеет цокольный этаж-полуподвал; на западной стороне дома имеется выступ, а юго-западный угол срезан.
Цоколь от основного этажа отделяют две горизонтальные тяги. На краях этажа имеются филёнчатые пилястры. По верху стены выведены фриз с сухариками и карниз, простой по профилю, но с довольно сильным выносом. Оконные проёмы в цоколе низкие и широкие, с лучковыми перемычками и «обводами» по контуру. Верхние окна имеют удлинённые пропорции; оконные наличники скомпонованы из рамки, подобия волют и маленького медальона. Аналогичными медальончиками заполнены углубления под этими окнами.
Вход в дом расположен в боковой (левой) пристройке, оформлен высоким деревянным крыльцом на столбах, с точёными перилами и козырьком. Внутренняя планировка здания — периметральная.

#### Усадьба купчихи К. И. Ланггауз (№ 10)
Усадьба построена в 1830-х годах. В состав усадьбы входили жилой дом, флигель, деревянные службы, кухня и баня. Структура усадьбы была двухчастной, основана на функциональном зонировании. Двор был застроен по периметральной форме. Уличный фронт усадьбы имел центрально-осевую композицию, был сформирован объёмами дома, ограды и ныне утраченного флигеля. Дом и флигель были поставлены по красной линии улицы; службы, поставленные поперёк двора, отделяли чистый двор от огорода. Дом и флигель композиционно объединяла каменная ограда с воротами.

Жилой дом построен по так называемым «образцовым фасадам», в стиле классицизма, имеет одноэтажный каменный объём, прямоугольный в плане. Уличный фасад имеет три оконных проёма. Поверхность стены обработана с помощью горизонтального руста. Окна прямоугольные, выполнены без наличников, над окнами расположены замковые камни. Подоконная часть оформлена штукатурной профилированной полочкой. Венчающий карниз имеет малый вынос и несложный профиль. Фасад завершается треугольным фронтоном, в тимпане фронтона по центральной оси имеется полуциркулярное слуховое окно, обрамлённое архивольтой простого профиля.

Каменная ограда — симметричная, с трёхчастным решением, включая въездную группу. Левая и правая части ограды одинаковы: лицевая глухая стена рустирована, декорирована полуциркулярной аркой с гладкой поверхностью; над арками находятся замковые камни. Ограду завершает профилированный карниз. По верху стены устроено металлическое ограждение типа «бегущее колесо», которое в левой части ограды утрачено.

Ворота имеют две калитки, выполнены в виде массивных каменных устоев, с лицевой стороны украшенных пилястрами. Верхняя часть устоев от основной поверхности отделена профилированным пояском; эту часть украшает «разорванный» треугольный фронтон с полуциркулярной аркой в центре. Завершением устоев служат ступенчатые аттики.

#### Дом старообрядческой Успенской часовни (№ 12а)
Усадебное место, принадлежавшее старообрядческой Успенской часовне, к концу 1880-х годов было застроено двухэтажным полукаменным домом с флигелями и службами. Композиционное решение дома выполнено в стилевых формах классицизма. Вместе с усадьбами Лантггауз и Петелиной, дом образует комплекс небольших компактных усадеб, образующих застройку чётной стороны улицы Добролюбова.

#### Дом У. О. Петелиной (№ 14)
Памятник датируется по стилистическим признакам серединой XIX века, наряду с классицистической основой имеет наслоение декора ранней эклектики. Двухэтажный каменный дом расположен по красной линии улицы неподалёку от бывшей Хлебной площади.

В плане здание квадратное и симметричное, на семь окон. Фасад имеет лёгкий выступ посередине, подчёркнут фронтоном. По центру фасада выведены арочные подоконные ниши, а в верхнем этаже — четыре филёнчатые пилястры. Наличники нижнего этажа рамочные, они значительно усложнены в верхнем этаже, где над средними окнами расположены фронтончики стрельчатых очертаний, украшенными тимпанами с заполнением подобиями готических роз. Обрамления боковых окон верхнего этажа содержат каннелированные пилястрочки, волюты и розетки.
9 марта 2013 года в здании особняка открыт первый в России музей Эрнста Неизвестного.
- Дом Широкова, восточный фасад
- Дом Широкова, южный и восточный фасады
- Усадьба купчихи Ланггауз, восточный фасад
- Усадьба купчихи Ланггауз, восточный фасад
- Усадьба на месте Успенской старообрядческой часовни
- Дом У. О. Петелиной

### Утраченные памятники историко-культурного наследия по улице Добролюбова
| Наименование                | Номер дома | Дата постройки | Материал стен | Примечание |
| --------------------------- | ---------- | -------------- | ------------- | ---------- |
| Усадьба Ощепкова            | 3          | начало XX века | Дерево        | [ 28 ]     |
| Дом, деревянная архитектура | 13         | ?              | Дерево        | [ 29 ]     |

#### Усадьба Ощепкова
Усадьба Ощепкова — К. И. Ланггауз с жилым одноэтажным деревянным домом и воротами, датируется началом XX века. Элементы дома считались образцами уникальной деревянной резьбы.
Участок, на котором располагалась усадьба, был приобретён на торгах Фонда имущества Свердловской области за 5 миллионов рублей, в шесть раз дешевле кадастровой стоимости, хотя по закону эта земля не подлежала приватизации. В 2004 году областное правительство внесло памятник архитектуры «Усадьба Ощепкова» в раздел приватизации программы управления государственной собственностью, а в следующем году памятник из плана приватизации был исключён, так как земельный участок под ним не был оформлен. Договор купли-продажи участка, который в 2006 году подписал председатель областного Фонда имущества, имел серьёзное охранное обязательство, по условиям которого новый хозяин — дочерняя структура общества «Малышева, 73» — должен был до третьего квартала 2009 года провести реставрационные работы здания, сохранить его внешний облик и дизайн интерьера. В срок эти работы не были выполнены. Особняк был снесён, а на его месте было построено жёлтое трёхэтажное офисное здание, безвкусное с точки зрения искусствоведов, но с рыночной стоимостью 437 млн рублей (в 87 раз дороже стоимости приобретённого участка). В 2008 году гранитные фундаментные блоки от усадьбы Ощепкова в отсутствие разрешения Росохранкультуры на перенос памятника были перенесены на 14-й км Сибирского тракта, где позднее пропали.

## Транспорт

### Наземный общественный транспорт
Движение наземного общественного транспорта по улице не осуществляется. Ближайшие остановки общественного транспорта к началу улицы:
- «Площадь 1905 года» (ул. 8 Марта):

Автобус: № 19, 23, 32, 41, 46, 50а, 50 м, 57;
Маршрутное такси: № 05, 011, 012, 015, 016, 018, 019, 024, 026, 030, 050, 055.
- «Площадь Малышева» (ул. Малышева):

Автобус: № 2, 14, 25, 61;
Троллейбус: № 3, 7, 17;
Маршрутное такси: № 04, 056, 057, 070.
Ближайшая остановка к концу улицы:
- «Радищева» (перекрёсток улиц Радищева-8 Марта):

Трамвай: № 1, 3, 5, 10, 15, 21, 27, 32, 33 (рабочие дни).

### Ближайшие станции метро
В 300 м северо-западнее от начала улицы находится станция 1-й линии Екатеринбургского метрополитена  «Площадь 1905 года», от которой до улицы можно добраться пешком, пройдя 430 м вдоль улиц 8 Марта и Малышева. В 470 м к юго-западу от конца улицы находится станция той же линии метро  «Геологическая», от которой до улицы можно также добраться пешком, пройдя 650 м вдоль улиц 8 Марта и Радищева, или проехать одну остановку на одном из нескольких трамвайных маршрутов (от остановки «Цирк» до остановки «Радищева»), либо на маршрутных такси № 056 и № 057 (от остановки «Цирк» до остановки «Площадь Малышева»).

### Сноски
1. ↑  Наименования зданий и сооружений на улице приведены по:
  - Свод памятников истории и культуры Свердловской области / отв. ред. В. Е. Звагельская. — Екатеринбург : Издательский дом «Сократ», 2007. — Т. 1. Екатеринбург. — 536 с. — 7000 экз. — ISBN 978-5-88664-313-3.
  - Перечень объектов культурного наследия, находящихся на территории муниципального образования «город Екатеринбург». Улица Добролюбова. Министерство культуры и туризма Свердловской области. Дата обращения: 30 июня 2012. Архивировано 6 марта 2009 года.